# Reietó americà
El reietó americà o reietó de corona robí (Corthylio calendula; syn: Regulus calendula) és una espècie d'ocell de la família dels regúlids (Regulidae) que habita els boscos d'Alaska, la major part del Canadà i Estats Units des de les muntanyes Rocoses cap a l'oest. En hivern arriben fins al sud de Mèxic. El seu estat de conservació es considera de risc mínim.

## Taxonomia
Anteriorment el reietó americà també es classificava dins del gènere Regulus, pero el Congrés Ornitològic Internacional en la seva llista mundial d'ocells (versió 11.2, 2021), decidí ressuscitar el gènere Corthylio, en base a diversos estudis que assenyalaven que aquesta espècie és profundament divergent respecte els altres regúlids.
En altres obres taxonòmiques com el Handook of the Birds of the World i la quarta versió de la BirdLife International Checklist of the birds of the world (Desembre 2019), aquest tàxon apareix classificat encara dins del gènere Regulus.